# Geoffrey Bouchard
Pour les articles homonymes, voir Bouchard.
Geoffrey Bouchard, né le 1er avril 1992 à Dijon, est un coureur cycliste français membre de l'équipe AG2R Citroën. Passé professionnel sur le tard à 27 ans, ses qualités en montagne et son tempérament offensif lui permettent de s'illustrer sur les courses par étapes. Il est notamment vainqueur du classement du meilleur grimpeur du Tour d'Espagne en 2019 et de celui du Tour d'Italie en 2021.

## Biographie

### Jeunesse et carrière amateur
Geoffrey Bouchard naît à Dijon, d'un père technicien en bureau d’études et d'une mère auxiliaire de puériculture. Il a deux grands frères, qui n'ont jamais pratiqué le vélo. Très tôt intéressé par le sport, il commence à jouer au football à l'âge de trois ou quatre ans. Sa famille déménage ensuite à Voiron en raison de la mutation professionnelle de son père à Grenoble. Après une année à pratiquer le football et le VTT, il prend sa première licence à l'âge de quatorze ans au sein de l'UC Voiron, le club local,. 
De 2011 à 2014, il court au Vulco-VC de Vaulx-en-Velin, qui évolue en division nationale 1, tout en se consacrant aux études. Il rejoint ensuite le CR4C Roanne en 2015. Blessé, et gêné par des problèmes de santé, il réalise cependant une saison inconstante. Il continue toutefois la compétition en 2016, après avoir envisagé de mettre un terme à sa carrière. Jusqu'alors peu connu, il se révèle chez les amateurs en remportant sept courses. Après ses bons résultats, il décide de quitter son travail d'assistant commercial à Decathlon en juin 2017, avec comme rêve de devenir cycliste professionnel. Tout comme l’année précédente, il brille dans le calendrier amateur en s'imposant à plusieurs reprises. 
Lors de la saison 2018, il s'illustre en étant le meilleur coureur cycliste amateur en France. Bon grimpeur, il obtient de nombreuses victoires. Il s'impose en particulier sur le Tour Alsace, grâce à sa victoire au sommet de la Planche des Belles Filles. Il devient par ailleurs champion de France amateurs, sur un parcours difficile à Mantes-la-Jolie. Ses bons résultats lui permettent d'intégrer l'équipe AG2R La Mondiale à partir du mois d’août en tant que stagiaire. Engagé sur le Tour du Poitou-Charentes, il fait partie d'une échappée lors de la deuxième étape, qui est seulement reprise à 400 mètres de la ligne d'arrivée. 

### Carrière professionnelle
Impressionnée par ses qualités, l'équipe AG2R La Mondiale lui offre un premier contrat professionnel de deux ans. 
En 2019, il participe notamment à son premier Grand Tour, le Tour d'Espagne, dont il termine meilleur grimpeur. Deux ans plus tard, Geoffrey Bouchard participe au Tour d'Italie 2021. Lors de la 9e étape, il fait partie d'une échappée de 16 coureurs. Il franchit le col d'Ovindoli en tête avec le franco-britannique Simon Carr avant de partir seul à 9 kilomètres de l'arrivée. Rattrapé par Koen Bouwman, Bouchard verra ensuite Egan Bernal les dépasser dans les 500 derniers mètres puis remporter l'étape ainsi que le maillot rose de leader. Le Français finira 22e de l'étape à 38 secondes du Colombien. Bien qu'il endosse le maillot de meilleur grimpeur, il fond en larmes à l'arrivée et exprime sa déception de ne pas avoir gagné l'étape. Par la suite, il fait de ce maillot bleu un objectif et le remporte définitivement avec 184 points, soit 44 d'avance sur le deuxième, Egan Bernal, qui lui gagne le classement général final de cette cent-quatrième édition du Tour d'Italie.
En 2022, il remporte la première étape du Tour des Alpes, après une longue échappée et s'empare provisoirement du maillot de leader de cette course. Sélectionné pour le Tour de France, il est non-partant lors de la huitième étape après avoir été testé positif au SARS-CoV-2.
En 2023, il est troisième du Tour d'Oman en début de saison. Attendu sur le Tour de France en tant qu'équipier de Ben O'Connor, il chute durant la quatrième étape du Critérium du Dauphiné en juin et doit abandonner, atteint d'une fracture du scaphoïde droit. Cette blessure le contraint à renoncer à participer au Tour de France. Sélectionné pour le Tour d'Espagne, il est 85e du classement général quand il est contraint à l'abandon durant la dix-septième étape, étant atteint d'une distorsion acromio-claviculaire de l'épaule droite. En septembre, son équipe annonce la prolongation de son contrat jusqu'en fin d'année 2025.
Après une longue période de convalescence, il reprend la compétition lors du championnat de France le 23 juin 2024. Il enchaîne par le Tour de l'Ain et le Tour de Burgos avant de prendre part à son quatrième Tour d'Espagne où son coéquipier Ben O'Connor monte sur la deuxième marche du podium final.
Son début de saison 2025 l'emmène sur le calendrier World Tour, Geoffrey Bouchard enchaînant Tour Down Under, Tour des Émirats arabes unis et Tour de Catalogne avant d'arriver en Italie pour le Tour des Alpes et le Tour d'Italie. Victime d'une chute sur la première étape, il est contraint à l'abandon, souffrant d'une fracture de la clavicule droite et d'une fracture des apophyses transverses des trois premières vertèbres lombaires.

## Palmarès

### Palmarès amateur
| - 2010 - 3e étape du Tour du Pays d'Olliergues - 3e du Tour du Pays d'Olliergues - 2011 - Tour du Brionnais Charolais - 2015 - 2e du Grand Prix Souvenir Jean-Masse - 2016 - Tour du Pays Saint-Pourcinois - Circuit Boussaquin - Grand Prix de Cours-la-Ville - Tour de la Creuse - La Jean-Patrick Dubuisson : - Classement général - 1re étape - Prix de Manziat - 2e de Volvic-Vassivière - 3e du Grand Prix de Chardonnay - 3e du Critérium de La Machine - 2017 - Challenge du Boischaut-Marche - Grand Prix de Chardonnay - Circuit des Deux Ponts - Souvenir Georges-Dumas - 2e du Prix de Manziat - 3e du Circuit des Monts du Livradois - 3e du Trophée des Châteaux aux Milandes | - 2018 - Champion de France sur route amateurs - Tour du Charolais - Tour du Beaujolais : - Classement général - 1re étape - 2e étape de La SportBreizh - Entre Brenne et Montmorillonnais - Grand Prix de Cours-la-Ville - Tour Alsace : - Classement général - 2e étape - Critérium de Briennon - Tour de Moselle : - Classement général - 2e étape (contre-la-montre par équipes) - Tour de Nouvelle-Calédonie : - Classement général - 1reb et 3e étapes - 2e du Tour du Pays Dunois - 2e de La SportBreizh - 2e du Souvenir Rousse-Perrin - 2e du Prix Marcel-Bergereau - 2e du Prix des Vins Nouveaux - 3e du Grand Prix de Puy-l'Évêque - 3e du Tour du Gévaudan Occitanie - 3e du Grand Prix du Centre de la France |  |

### Palmarès professionnel
| - 2019 - Classement de la montagne du Tour d'Espagne - 2021 - Classement de la montagne du Tour d'Italie - 3e de Paris-Camembert | - 2022 - 1re étape du Tour des Alpes - 8e du Tour des Émirats arabes unis - 2023 - 3e du Tour d'Oman |  |

## Résultats sur les grands tours

### Tour de France
1 participation
- 2022 : non partant (8e étape)

### Tour d'Italie
3 participations
- 2020 : 55e
- 2021 : 58e,  vainqueur du classement de la montagne
- 2025 : abandon (1re étape)

### Tour d'Espagne
4 participations
- 2019 : 47e,  vainqueur du classement de la montagne
- 2021 : 14e
- 2023 : abandon (17e étape)
- 2024 : 108e

## Classements mondiaux
| Année                                 | 2018 | 2019 | 2020 | 2021 | 2022 | 2023 | 2024  |
| ------------------------------------- | ---- | ---- | ---- | ---- | ---- | ---- | ----- |
| Classement mondial                    | 924e | 485e | 609e | 156e | 325e | 398e | 2367e |
| UCI Europe Tour                       | 562e | 374e | 495e | 134e | 262e | nc   | nc    |
|                                       |      |      |      |      |      |      |       |
| Légende : nc = non classéSource : UCI |      |      |      |      |      |      |       |